# Wagenhausen (Zwitserland)
Wagenhausen is een gemeente en plaats in het Zwitserse kanton Thurgau, en maakt deel uit van het district Frauenfeld.
Wagenhausen telt 1554 inwoners.